# Jardres
Jardres är en kommun i departementet Vienne i regionen Nouvelle-Aquitaine i västra Frankrike. Kommunen ligger i kantonen Saint-Julien-l'Ars som tillhör arrondissementet Poitiers. År 2022 hade Jardres 1 250 invånare.

## Befolkningsutveckling
Antalet invånare i kommunen Jardres
| Referens: INSEE |